# Dascha Polanco
Dascha Polanco (República Dominicana, 3 de dezembro de 1982) é uma atriz dominicana, naturalizada norte-americana. Reconhecida por interpretar Dayanara Diaz em Orange Is the New Black.

## Filmografia

### Cinema
| Ano  | Título            | Papel                 |
| ---- | ----------------- | --------------------- |
| 2013 | Gimme Shelter     | Carmel                |
| 2014 | The Cobbler       | Macy                  |
| 2015 | Joy               | Jackie                |
| 2016 | The Perfect Match | Sheila "Pressy" Wells |
| 2018 | MFKZ              | Luna (voz)            |
| 2019 | The Irishman      | Enfermeira            |
| 2020 | In the Heights    | Cuca                  |

### Televisão
| Ano  | Título                  | Papel         | Notas                  |
| ---- | ----------------------- | ------------- | ---------------------- |
| 2011 | Unforgettable           | Estella       |                        |
| 2012 | NYC 22                  | Fã            |                        |
| 2013 | Orange Is the New Black | Dayanara Diaz | 81 eposódios           |
| 2019 | Russian Doll            | Beatrice      |                        |
| 2019 | When They See Us        | Elena         | Episódio: "Parte Três" |